# Codru Călărași
Le Codru Colarasi, créé en 1992, est un club de football moldave basé à Chișinău.

## Historique
- 1992 - Codru Calarasi
- 1997 - ULIM-Codru-Calarasi
- 1998 - ULIM-Tebas Chisinau
- 2000 - ULIM Chisinau
- 2002 - Fin